# ساقي (مهنة)

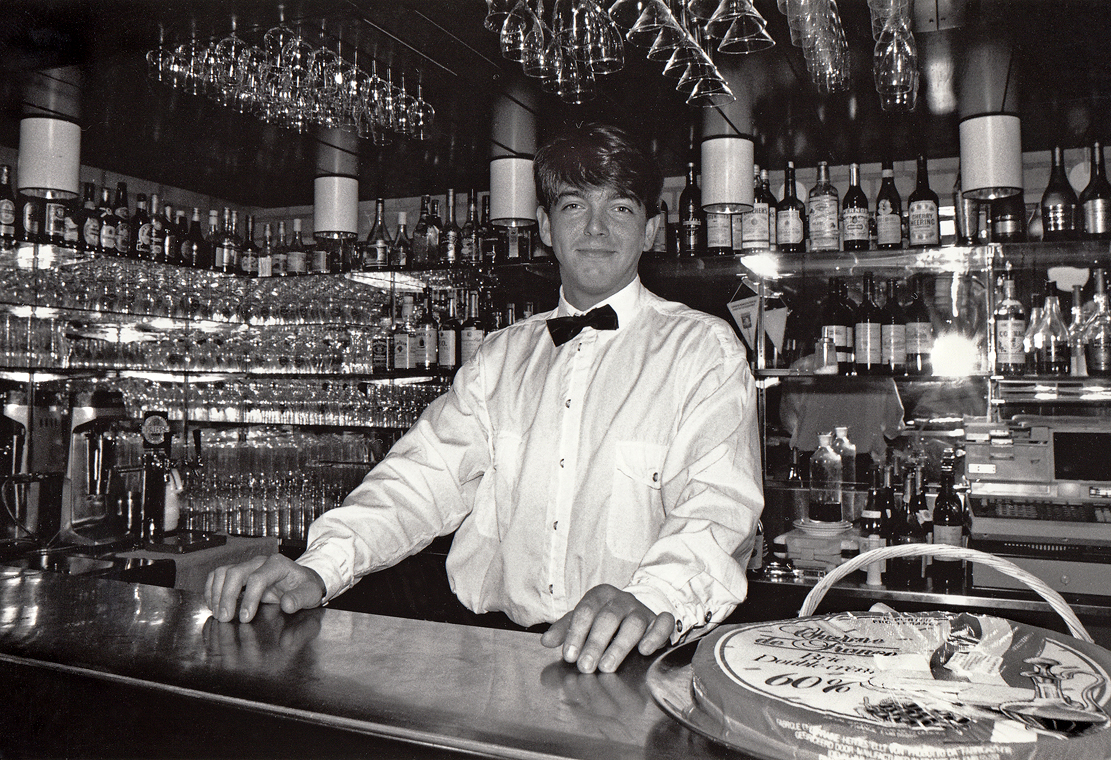
ساقي في فندق أفق السماء، مَلمو عام 1992

السَّاقِي أو المَشرَبيّ (بالإنلجيزية: Bartender, Barman) أو الخَمَّار (بالإنجليزية: Barkeep) هو شخص يصوغ ويقدم المشروبات الكحولية أو المشروبات الغازية خلف البار و يغلب ذلك في حانة مرخصة وكذلك في المطاعم والنوادي الليلية ومن حين لآخر في الحفلات الخاصة. يعتني السقاة بإمدادات ومخزون الحانة.يمكن للنادل عمومًا بالإضافة إلى تقديم البيرة والنبيذ مزج الكُكتَيلات التقليدية.